# Grande Prêmio da Grã-Bretanha de 2025
O Grande Prêmio da Grã-Bretanha de 2025 (formalmente denominado Formula 1 Qatar Airways British Grand Prix 2025) foi a décima segunda etapa do Campeonato Mundial de Fórmula 1 de 2025. disputada em 6 de julho de 2025 no Circuito de Silverstone, em Silverstone, Reino Unido.

## Resumo
• Lando Norris conquistou sua primeira vitória em casa (Silverstone). 
• Lando Norris é o 13º piloto britânico a vencer o Grande Prêmio da Grã-Bretanha e é a 25ª vez que um piloto britânico vence em Silverstone.
• Foi a primeira vitória da McLaren em Silverstone desde Lewis Hamilton em 2008.
• 54º dobradinha da McLaren e a segunda dobradinha da McLaren em Silverstone o que não acontecia desde 2000.
• Nico Hülkenberg conquista seu primeiro pódio na carreira após 239 GPS desde 2010, primeiro pódio da equipe Sauber desde o Grande Prêmio do Japão de 2012 com Kamui Kobayashi. Ele se tornou o piloto com mais corridas antes de subir ao pódio pela primeira vez na Fórmula 1.
• Nico Hülkenberg é o primeiro alemão a terminar no pódio desde Sebastian Vettel no Grande Prêmio do Azerbaijão de 2021.
• Nico Hülkenberg é o 218º piloto a terminar no pódio na Fórmula 1.

## Resultados

### Treino classificatório
| Pos.                | N° | Piloto                | Construtor                 | tempos qualificatorios | tempos qualificatorios | tempos qualificatorios | Final grid |
| Pos.                | N° | Piloto                | Construtor                 | Q1                     | Q2                     | Q3                     | Final grid |
| ------------------- | -- | --------------------- | -------------------------- | ---------------------- | ---------------------- | ---------------------- | ---------- |
| 1                   | 1  | Max Verstappen        | Red Bull Racing-Honda RBPT | 1:25.886               | 1:25.316               | 1:24.892               | 1          |
| 2                   | 81 | Oscar Piastri         | McLaren-Mercedes           | 1:25.963               | 1:25.316               | 1:24.995               | 2          |
| 3                   | 4  | Lando Norris          | McLaren-Mercedes           | 1:26.123               | 1:25.231               | 1:25.010               | 3          |
| 4                   | 63 | George Russell        | Mercedes                   | 1:26.236               | 1:25.637               | 1:25.029               | 4          |
| 5                   | 44 | Lewis Hamilton        | Ferrari                    | 1:26.296               | 1:25.084               | 1:25.095               | 5          |
| 6                   | 16 | Charles Leclerc       | Ferrari                    | 1:26.186               | 1:25.133               | 1:25.121               | 6          |
| 7                   | 12 | Andrea Kimi Antonelli | Mercedes                   | 1:26.265               | 1:25.620               | 1:25.374               | 101        |
| 8                   | 87 | Oliver Bearman        | Haas-Ferrari               | 1:26.005               | 1:25.534               | 1:25.471               | 182        |
| 9                   | 14 | Fernando Alonso       | Aston Martin-Mercedes      | 1:26.108               | 1:25.593               | 1:25.621               | 7          |
| 10                  | 10 | Pierre Gasly          | Alpine-Renault             | 1:26.328               | 1:25.711               | 1:25.785               | 8          |
| 11                  | 55 | Carlos Sainz Jr.      | Williams-Mercedes          | 1:26.175               | 1:25.746               | N/A                    | 9          |
| 12                  | 22 | Yuki Tsunoda          | Red Bull Racing-Honda RBPT | 1:26.275               | 1:25.826               | N/A                    | 11         |
| 13                  | 6  | Isack Hadjar          | Racing Bulls-Honda RBPT    | 1:26.177               | 1:25.864               | N/A                    | 12         |
| 14                  | 23 | Alexander Albon       | Williams-Mercedes          | 1:26.093               | 1:25.889               | N/A                    | 13         |
| 15                  | 31 | Esteban Ocon          | Haas-Ferrari               | 1:26.136               | 1:25.950               | N/A                    | 14         |
| 16                  | 30 | Liam Lawson           | Racing Bulls-Honda RBPT    | 1:26.440               | N/A                    | N/A                    | 15         |
| 17                  | 5  | Gabriel Bortoleto     | Kick Sauber-Ferrari        | 1:26.446               | N/A                    | N/A                    | 16         |
| 18                  | 18 | Lance Stroll          | Aston Martin-Mercedes      | 1:26.504               | N/A                    | N/A                    | 17         |
| 19                  | 27 | Nico Hülkenberg       | Kick Sauber-Ferrari        | 1:26.574               | N/A                    | N/A                    | 19         |
| 20                  | 43 | Franco Colapinto      | Alpine-Renault             | 1:27.060               | N/A                    | N/A                    | PL3        |
| 107% time: 1:31.898 |    |                       |                            |                        |                        |                        |            |
| Fontes:             |    |                       |                            |                        |                        |                        |            |

Notas
- ↑1  – Andrea Kimi Antonelli recebeu uma penalidade de três posições no grid por causar uma colisão com Max Verstappen no Grande Prêmio da Áustria de 2025.[4]
- ↑2  – Oliver Bearman recebeu uma penalidade de dez posições no grid por uma infração de bandeira vermelha durante a terceira sessão de treinos livres.[5]
- ↑3  – Franco Colapinto classificou-se em 20º, mas foi obrigado a largar a corrida no pit lane por exceder sua cota de elementos da unidade de potência e substituí-los em condições de parque fechado.[6]

### Corrida
| Pos.    | N° | Piloto                | Construtor                 | Voltas | Tempo/retirada    | Grid | Pontos |
| ------- | -- | --------------------- | -------------------------- | ------ | ----------------- | ---- | ------ |
| 1       | 4  | Lando Norris          | McLaren-Mercedes           | 52     | 1:37:15.735       | 3    | 25     |
| 2       | 81 | Oscar Piastri         | McLaren-Mercedes           | 52     | +6.812            | 2    | 18     |
| 3       | 27 | Nico Hülkenberg       | Kick Sauber-Ferrari        | 52     | +34.742           | 19   | 15     |
| 4       | 44 | Lewis Hamilton        | Ferrari                    | 52     | +39.812           | 5    | 12     |
| 5       | 1  | Max Verstappen        | Red Bull Racing-Honda RBPT | 52     | +56.781           | 1    | 10     |
| 6       | 10 | Pierre Gasly          | Alpine-Renault             | 52     | +59.857           | 8    | 8      |
| 7       | 18 | Lance Stroll          | Aston Martin-Mercedes      | 52     | +1:00.603         | 17   | 6      |
| 8       | 23 | Alexander Albon       | Williams-Mercedes          | 52     | +1:04.135         | 13   | 4      |
| 9       | 14 | Fernando Alonso       | Aston Martin-Mercedes      | 52     | +1:05.858         | 7    | 2      |
| 10      | 63 | George Russell        | Mercedes                   | 52     | +1:10.674         | 4    | 1      |
| 11      | 87 | Oliver Bearman        | Haas-Ferrari               | 52     | +1:12.095         | 18   |        |
| 12      | 55 | Carlos Sainz Jr.      | Williams-Mercedes          | 52     | +1:16.592         | 9    |        |
| 13      | 31 | Esteban Ocon          | Haas-Ferrari               | 52     | +1:17.301         | 14   |        |
| 14      | 16 | Charles Leclerc       | Ferrari                    | 52     | +1:24.477         | 6    |        |
| 15      | 22 | Yuki Tsunoda          | Red Bull Racing-Honda RBPT | 51     | +1 lap            | 11   |        |
| Ret     | 12 | Andrea Kimi Antonelli | Mercedes                   | 23     | Dano após colisão | 10   |        |
| Ret     | 6  | Isack Hadjar          | Racing Bulls-Honda RBPT    | 17     | Batida            | 12   |        |
| Ret     | 5  | Gabriel Bortoleto     | Kick Sauber-Ferrari        | 3      | Batida            | 16   |        |
| Ret     | 30 | Liam Lawson           | Racing Bulls-Honda RBPT    | 0      | Colisão           | 15   |        |
| DNS     | 43 | Franco Colapinto      | Alpine-Renault             | 0      | Caixa de câmbio   | PL1  |        |
| Fontes: |    |                       |                            |        |                   |      |        |

Notas
- ↑1  – Franco Colapinto não começou a corrida devido a um problema na caixa de câmbio.

## Tabela do campeonato após a corrida
|        | Pos. | Piloto          | Pontos |
| ------ | ---- | --------------- | ------ |
|        | 1    | Oscar Piastri   | 234    |
|        | 2    | Lando Norris    | 226    |
|        | 3    | Max Verstappen  | 165    |
|        | 4    | George Russell  | 147    |
|        | 5    | Charles Leclerc | 119    |
| Fonte: |      |                 |        |

|        | Pos. | Construtor                 | Pontos |
| ------ | ---- | -------------------------- | ------ |
|        | 1    | McLaren-Mercedes           | 460    |
|        | 2    | Ferrari                    | 222    |
|        | 3    | Mercedes                   | 210    |
|        | 4    | Red Bull Racing-Honda RBPT | 172    |
|        | 5    | Williams-Mercedes          | 59     |
| Fonte: |      |                            |        |

- Nota: Apenas as 5 primeiras posições estão incluídas em ambos conjuntos.